# Torup Sø
Torup Sø er en sø i Midtjylland på 20,2 ha, beliggende mellem Vrads, Hampen og Nørre Snede på grænsen mellem Silkeborg Kommune og Ikast-Brande Kommune. Mattrup Å, der er et udløb til Gudenåen, der har sit udspring i søen, og løber videre fra dens sydlige ende. 
Søen der ikke er samlingssted for nogen større tilløb, har været plaget af iltsvind pga. tilførsel af næringsstoffer fra omgivelserne. Den var i sin tid omfattet af et naturgenopretningsprojekt fra 2002-2006, hvor man med forskellige metoder forsøgte at hæve dens iltindhold, hvilket efterfølgende har givet søen et bedre vandmiljø.

## Eksterne kilder og henvisninger
1. ↑  Sørestaurering i Danmark Del II: Eksempelsamling, Danmarks Miljøundersøgelser
Aarhus Universitet: 
Faglig rapport fra DMU nr. 636, 2007

56°1′0.5″N 9°25′47.54″Ø / 56.016806°N 9.4298722°Ø